# 유국 (하구사후)
유국(劉國, ? ~ 기원전 71년)은 전한 후기의 제후로, 노공왕의 손자이다.

## 생애
원평 원년(기원전 74년), 아버지 유정의 뒤를 이어 하구후(瑕丘侯)에 봉해졌다.
하구사후 4년(기원전 71년)에 죽으니 시호를 사(思)라 하였고, 작위는 아들 유탕이 이었다.

## 출전
- 반고, 《한서》 권15하 왕자후표 下

| 전임 아버지 하구절후 유정 | 전한의 하구후 기원전 74년 ~ 기원전 71년 | 후임 아들 하구효후 유탕 |